# Полынянка
Полынянка — село в Бакчарском районе Томской области, Россия. Входит в состав Поротниковского сельского поселения.
Население — ↘29 (2021).

## География
Деревня расположена на востоке Бакчарского района, на берегу реки Бакчар. Река огибает Полынянку с запада, с востока мимо деревни проходит трасса Р399. С запада и востока к деревне примыкают массивы осиново-берёзовых лесов.

## Население
| 2002 | 2010 | 2012 | 2013 | 2014 | 2015 | 2021 |
| ---- | ---- | ---- | ---- | ---- | ---- | ---- |
| 166  | ↘90  | ↘82  | ↗83  | ↘72  | ↘69  | ↘29  |

## Местное самоуправление
Глава поселения — Игишева Мария Винальевна.

## Социальная сфера и экономика
В деревне работают библиотека, фельдшерско-акушерский пункт и дом культуры.
Действуют несколько частных предпринимателей и подворий, работающих в сфере сельского хозяйства (в основном, скотоводство) и розничной торговли.